# Phaedrotoma angiclypealis
Phaedrotoma angiclypealis är en stekelart som beskrevs av Van Achterberg och Salvo 1997. Phaedrotoma angiclypealis ingår i släktet Phaedrotoma och familjen bracksteklar. Inga underarter finns listade i Catalogue of Life.